# Maekawa Daiya
Daiya Maekawa (sinh ngày 8 tháng 9 năm 1994) là một cầu thủ bóng đá người Nhật Bản.

## Sự nghiệp câu lạc bộ
Daiya Maekawa đã từng chơi cho Vissel Kobe.